# F・Marinos Sports Park 〜Tricolore Base Kurihama〜
F・Marinos Sports Park 〜Tricolore Base Kurihama〜（エフ・マリノス スポーツパーク トリコロールベース・くりはま）は、日本プロサッカーリーグ（Jリーグ）・横浜F・マリノスの専用練習場。

## 沿革
横浜F・マリノスは2015年までは横浜市みなとみらい21地区にあった「マリノスタウン」を練習場として使用していたが、定期借地権の契約期間満了のため閉鎖され、その後は横浜市内のグラウンドを複数借り、クラブハウスを含めたクラブ専用の練習場がない状態が続いていた。
そこで、マリノスのもう一つのホームタウンである横須賀市が、久里浜1丁目公園（旧・くりはまみんなの公園）の敷地を2019年から改修し、天然芝のフルサイズ（105ⅿ×68ⅿ）、フットサルなどに利用できる人工芝各2面のグラウンド、約500人程度収容できる観覧用スタンド、トレーニング施設や会議室などを設けたクラブハウス（管理建物）など、総面積36,511 m2の練習グラウンドを建設した。総事業費は64億円で、クラブが横須賀市へ支払う利用料は年間1億7000万円。
今回の整備に際しての基本協定書の契約内容は以下のとおりである。
横浜マリノス（株）代表取締役社長・中山昭宏は、「F・マリノスのトップチームの練習場としてだけでなく、公園のように開かれた場所として、町の人々が集い、スポーツを中心とした地域振興拠点となれるように」という思いから「Sports Park」の愛称を入れるとともに、「F・マリノスの選手が、この久里浜の基地で選手たちが最高の環境の下で練習できるようにという願いに加え、この練習場がマリノスの活動の土台になれるように、久里浜から地域の活力を創出できるようにという思いを込めた」として、「BASE」の愛称を入れたとしている。
今回のF・マリノスの練習場建設に際して、横須賀市は旧・くりはまみんなの公園の代替として、近接地に「久里浜1丁目第2公園」を新たに設置し、児童遊具、ビオトープ、展望デッキなどを設置（面積9,864 m2）した。
またこの練習場の建設に際して、横須賀市、横浜マリノス（株）、（一社）F・マリノススポーツクラブ、JR東日本（東日本旅客鉄道（株））、京浜急行電鉄（株）とともに、久里浜地区のスポーツレクリエーションの中心軸に置いた五社連携基本協定を結び、JR横須賀線・久里浜駅および京急久里浜線・京急久里浜駅からも近いことから、横須賀市道4688号線を「久里浜F・マリノス通り」と命名し、この5団体の連携による共通ロゴを使用したり、F・マリノスをイメージした装飾、連携イベントなどを通して、スポーツを活用した街づくりも進めていくとしている。
2023年1月10日に、グラウンド1面とクラブハウスが完成。同日、オープニングセレモニーが行われたほか、同施設での練習を開始した。なお、2面目のグラウンドは4月完成予定で、施設全体のグランドオープンは5月を予定していた。その後、2面目の天然芝ピッチ、一般向けフットサルコートがほぼ完成。これに伴い、6月5日からフットサルコート、会議室の一般利用開始が発表された。またこれに合わせ、6月4日に施設プレオープンイベント『F・マリノススポーツパークKICK OFF DAY』を予定していた。 
連携した街づくりの一環として、京急久里浜駅を「京急くりはマリン駅」と題して、車両の内外装もF・マリノス一色に変更した「F・マリノススポーツパーク号」を6月5日から8月6日まで期間限定で行った。 

## 施設概要
- 敷地面積：36,511 m2
- サッカーグラウンド2面（天然芝・105×68m）[1]
- フットサルコート（人工芝・ナイター照明あり）[1]
- 観客席：約500席[1]

一般利用可能施設
- 会議室A・B[1]
- フットサルコート（25m×42m）[1]
- レストラン「Kurihama Terrace」[1][11]

## アクセス
- JR横須賀線久里浜駅から徒歩10分
- 京急久里浜線京急久里浜駅から徒歩10分